# Firmin Sanou
Firmin Sanou (Bobo-Dioulasso, Alto Volta, 21 de abril de 1973) es un exfutbolista de Burkina Faso que jugaba en la posición de defensa.

## Carrera

### Club
| Periodo   | Club              |
| --------- | ----------------- |
| 1991-1994 | RC Bobo-Dioulasso |
| 1995-2000 | EF Ouagadougou    |
| 2000-2004 | ASOA Valence      |
| 2004-2005 | UMS Montélimar    |
| 2005-2006 | AS Valence        |
| 2006-2009 | SO Chambéry       |

### Selección nacional
Jugó para Burkina Faso en 42 ocasiones de 1994 a 2003 y anotó dos goles; participó en tres ediciones de la Copa Africana de Naciones.

## Logros
- Primera División de Burkina Faso (1): 2001
- Copa de Burkina Faso (4): 1995, 1996, 1999, 2000
- Supercopa de Burkina Faso (2): 1996, 1999